# Елезки хан
Елезки хан (на албански: Hani i Elezit; на сръбски: Ђенерал Јанковић) е град в Косово, административен център на община Елезки хан, окръг Феризово. Намира се на 516 метра надморска височина. Населението според преброяването през 2011 г. е 2533 души, от тях: 2532 (99,96 %) албанци и 1 (0,03 %) неизвестен.

## Население
Численост на населението според преброяванията през годините:
- 1948 – 154 души
- 1953 – 369 души
- 1961 – 724 души
- 1971 – 1324 души
- 1981 – 2024 души
- 1991 – 2374 души
- 2011 – 2533 души